# Giulio Claro
Giulio Claro, latinisiert Julius Clarus (* 6. Januar 1525 in Alessandria; † 13. April 1575 in Saragossa) war ein italienischer Rechtsgelehrter und Beamter. Bekannt ist er vor allem durch sein Werk zum Strafrecht Sententiæ receptæ.

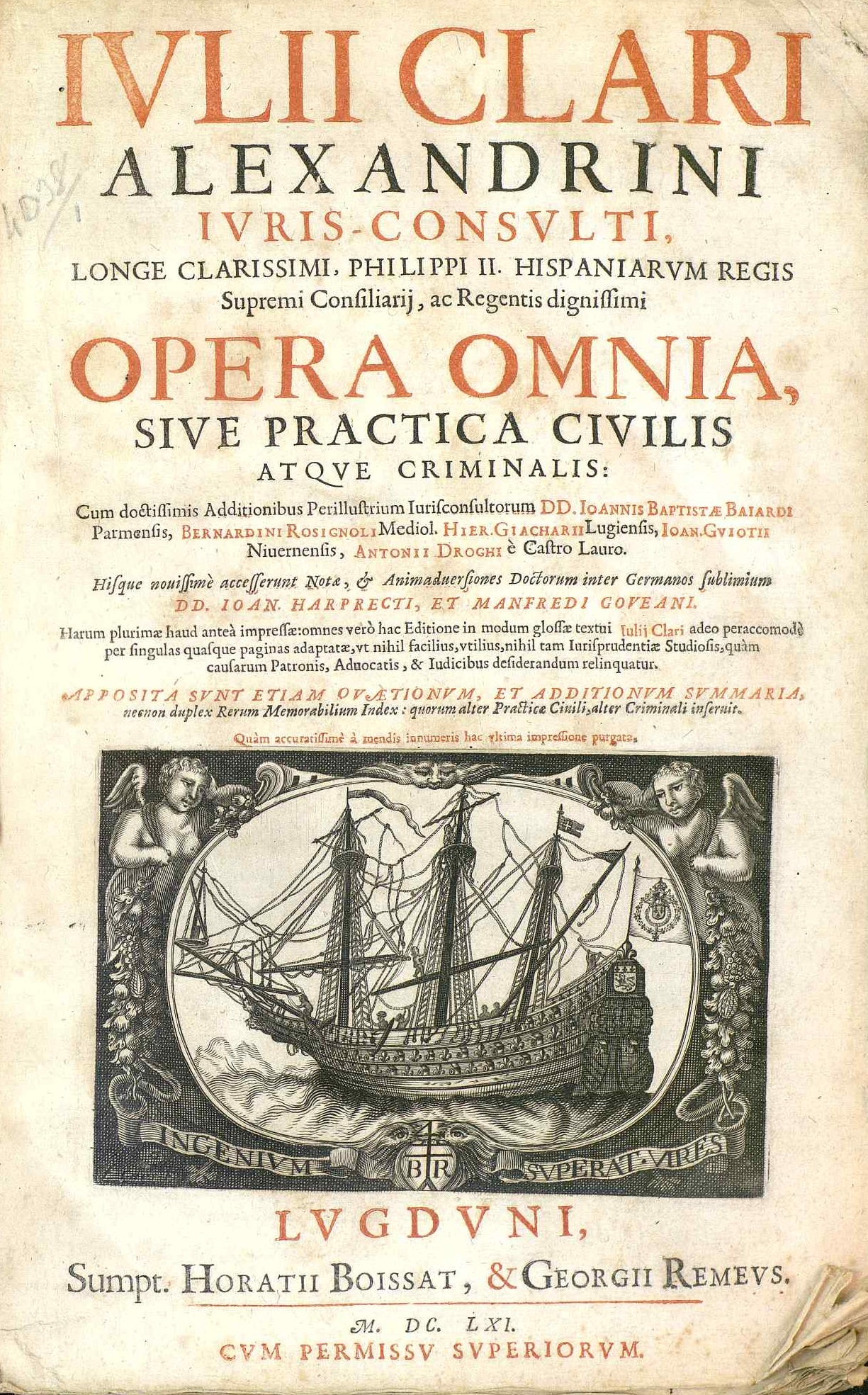
Sententiae receptae, 1661

## Leben
Giulio Claro wurde in Alessandria geboren und nahm bereits 1536 ein Jurastudium in Pavia auf. Nach seiner Promotion im Jahr 1550 wurde Claro 1556 von Philipp II. zum Mailänder Senator ernannt, 1560/61 zum königlichen Prätor in Cremona, 1563 wurde er Präsident des Mailänder Magistrato straordinario delle entrate und 1565 Regent des Consejo Supremo de Italia in Madrid. Claros Arbeit bildete zusammen mit der von Tiberio Deciani und Prospero Farinacci die theoretische Grundlage für das gemeinsame Strafrecht in Europa. Dieses Gewohnheitsrecht hatte Vorrang, bis es von Rechtskritikern der Aufklärung wie Feuerbach angegriffen und im 19. Jahrhundert durch nationale Strafgesetze ersetzt wurde. Claros Hauptwerk ist das „Liber V. Sententiarum“, der fünfte Band seiner Rechtsenzyklopädie „Sententiæ receptæ“. Es war dem Strafrecht gewidmet und wurde als Teil der „Julii Clari Opera omnia“ erst 1737 nachgedruckt.

## Werke (Auswahl)
- Sententiae receptae. Horace Boissat & George Remeus, Lyon 1661 (Latein, beic.it).